# نيكولاس دي لا كروز
نيكولاس دي لا كروز (بالإسبانية: Nicolás De La Cruz)‏ (1 يونيو 1997 بمونتفيدو في الأوروغواي - ) هو لاعب كرة قدم أوروغواني في مركز الوسط. شارك مع منتخب الأوروغواي تحت 17 سنة لكرة القدم. أما مع النوادي، فقد لعب مع ريفر بليت.

## وصلات خارجية
- نيكولاس دي لا كروز على موقع الاتحاد الدولي (مؤرشف)  (الإنجليزية)
- نيكولاس دي لا كروز على موقع إي إس بي إن إف سي (الإنجليزية)
- نيكولاس دي لا كروز على موقع قاعدة بيانات كرة القدم.إي يو (الإنجليزية)
- نيكولاس دي لا كروز على موقع ليكيب (الفرنسية)
- نيكولاس دي لا كروز على موقع ناشيونال فوتبول تيمز (الإنجليزية)
- نيكولاس دي لا كروز على موقع Soccerway.com (الإنجليزية)
- نيكولاس دي لا كروز على موقع عالم كرة القدم.نت (الإنجليزية)